# Пам'ятник Костянтину Треньову
Пам'ятник Треньову (крим. Trenöv eykeli) — пам'ятник у Сімферополі, розташований у парку імені Треньова, пам'ятка монументального мистецтва національного значення.
Встановлений 1960 року. Скульптор — Катерина Бєлашова, архитектор — А. С. Кучерова. Пам'ятник увічнює образ російського письменника Костянтина Андрійовича Треньова, уродженця Харківської губернії, який з 1909 по 1931 жив і працював у Сімферополі. Зокрема в цей час письменник написав цикл нарисів «На Украине» (1916), в яких змальоване життя і побут українського народу.
Охоронна зона пам'ятника затверждена рішенням Кримського облвиконкому від 15.01.1980 № 16, розміром 10,0×5,0 м, в межах клумби. Наказом Міністерства культури України від 03.02.2010 № 58/0/16–10 пам'ятник занесено до Державного реєстру нерухомих пам'яток України. З 2014 року пам'ятник перебуває в зоні російської окупації, окупаційною владою включений до державного реєстру об'єктів культурної спадщини об'єктів культурної спадщини (пам'ятки історії та культури) народів Російської Федерації під номером 911710883910005.